# 駅館川
駅館川（やっかんがわ）は、大分県宇佐市を流れ、周防灘に注ぐ二級水系駅館川水系の本流である。

## 地理
由布岳や日出生台などに水源を発する支流を集めた津房川及び恵良川が、宇佐市院内町小坂の宇佐別府道路院内インターチェンジ付近で合流して駅館川となり、宇佐市を南から北に縦貫して周防灘に注ぐ。河口付近には沖積平野である宇佐平野を形成する。
駅館川水系は眼鏡橋が多いことで知られており、また、支流には東椎屋の滝、西椎屋の滝等の名瀑がある。
天保12年（1841年）に完成した『太宰管内志』には、「宇佐の駅宿址は宇佐川の傍らにあり故に駅館川といふなり」と記されており、宇佐八幡宮に向かう宇佐使いが休んだ古代の駅家が近くにあったことが駅館川の名の由来であるとしている。また、鎌倉時代以前には、宇沙川、菟狭川とも称した。
平清経が入水したのは現在の大分県宇佐市柳ヶ浦地区・駅館川沖合といわれており、これにちなんで駅館川河口付近に小松塚と呼ばれる五輪塔および慰霊碑が建てられている（「小松」の名は清経の父・重盛が小松殿と通称されたことに由来する）。また、小松塚のたもとにある橋（駅館川河口に最も近い）も小松橋と名付けられている。

## 主な出来事
- 2024年8月29日 - 台風10号接近に伴う集中豪雨で、駅館川の別府橋観測所で氾濫危険水位を超過。県と気象台は氾濫危険情報を発出した[5]。